# Comarca de Santarém
A comarca de Santarém é uma comarca integrada na divisão judiciária de Portugal. Tem sede em Santarém.
A comarca abrange uma área de 6 747 km² e tem como população residente 465 701 habitantes (2011).
Integram a comarca de Santarém os seguintes municípios:
- Santarém
- Abrantes
- Alcanena
- Almeirim
- Alpiarça
- Benavente
- Cartaxo
- Chamusca
- Constância
- Coruche
- Entroncamento
- Ferreira do Zêzere
- Golegã
- Mação
- Ourém
- Rio Maior
- Salvaterra de Magos
- Sardoal
- Tomar
- Torres Novas
- Vila Nova da Barquinha

A comarca de Santarém integra a área de jurisdição do Tribunal da Relação de Évora.